# Фельтшер, Рольф
Рольф Гю́нтер Фе́льтшер Марти́нес (нем. Rolf Günther Feltscher Martínez; 6 октября 1990, Бюлах, Швейцария) — швейцарско-венесуэльский футболист, защитник клуба «Дуйсбург» и сборной Венесуэлы.

## Карьера

### Клубная
Рольф Фельтшер родился в Бюлахе в семье швейцарца и венесуэлки. Когда ему было три года, родители развелись, и мать, взяв обоих сыновей, уехала на родину в Каракас. Там они также прожили три года вместе с матерью, отчимом и бабушкой. Там же начали заниматься футболом в школе Умбольд. Братьям было предоставлено венесуэльское гражданство. После этого Фельтшеры вернулись в Швейцарию.
В 2001 году Фельтшер пошёл в футбольную школу клуба «Грассхоппер». С сезона 2006/07 игрок стал привлекаться к основной команде клуба. 18 июля 2007 года он дебютировал в официальной игре команды в матче чемпионата Швейцарии с клубом «Санкт-Галлен». 15 сентября того же года игрок дебютировал в Кубке Швейцарии с клубом «Зифелд» (4:0). Всего в сезоне 2007/08 он провёл 22 матча (21 раз вышел в стартовом составе) в чемпионате и 2 игры в Кубке Швейцарии. 5 июля 2008 года Фельтшер дебютировал в Кубке Интертото во встрече с албанским клубом «Беса». 28 августа защитник дебютировал в Кубке УЕФА в матче с польским клубом «Лех». Всего за клуб футболист провёл 64 игры в чемпионате.
В ноябре 2009 года Фельтшер подписал контракт с итальянским клубом «Парма», но с отсрочкой до конца сезона. Летом игрок стал полноправным членом клуба. В июне 2012 года футболист был арендован клубом «Падова» на один сезон с правом выкупа.
Сезон 2013/14 провёл в составе «Лозанны» в чемпионате Швейцарии, но не был основным игроком. Затем выступал в низших дивизионах Германии и Испании. В середине 2017 года был на просмотре в английском «Бирмингем Сити», но после смены тренерского штаба игроку контракт не предложили. В ноябре 2017 года подписал двухмесячный контракт с клубом английского Чемпионшипа «Кардифф Сити», но на поле так и не появился.
19 декабря 2017 года Фельтшер подписал контракт с американским клубом «Лос-Анджелес Гэлакси». По окончании сезона 2018 «Гэлакси» не продлил контракт с Фельтшером, но 15 января 2019 года игрок был переподписан клубом. В феврале 2020 года получил грин-карту и в MLS перестал считаться иностранным игроком. По окончании сезона 2020 контракт Фельтшера с «Гэлакси» истёк, но клуб попытался сохранить игрока.
23 декабря 2020 года Фельтшер присоединился к клубу Второй Бундеслиги «Вюрцбургер Киккерс».

### В сборной
До 2011 года Фельтшер выступал за юношеские и молодёжные сборные Швейцарии различных возрастов.
В октябре 2011 года он согласился на участие в играх сборной Венесуэлы против Эквадора и Аргентины, которые проводились в рамках отборочного этапа к чемпионату мира 2014 года, однако на поле так и не вышел. Дебютировал за Венесуэлу 16 ноября того же года во встрече с Боливией.

## Достижения
- Обладатель Кубка Интертото: 2008

## Личная жизнь
Брат другого футболиста, Франка Фельтшера.